# Staniszcze Wielkie (stacja kolejowa)
Staniszcze Wielkie – nieczynna stacja kolejowa w miejscowości Staniszcze Wielkie, w województwie opolskim, w powiecie strzeleckim, w gminie Kolonowskie, w Polsce.